# Liesbet Geris
Liesbet Geris, née le 4 juin 1979, est professeure de recherche Collen-Francqui en biomécanique et génie tissulaire computationnel à l’Université de Liège et à la KU Leuven en Belgique. Elle est la chef du laboratoire biomécanique à l’unité In silico Medecine et enseignante à la faculté des Sciences appliquées. Elle vient d’être amené à recevoir un ERC Consolidator Grant pour son projet personnel INSITE. Elle a reçu une bourse de 2 161 750 € pour l’aider à financer ses recherches sur le développement de nouvelles idées in silico dans le domaine du génie tissulaire.

## Biographie
Ses recherches sont sur la modélisation multi-échelle et multi-physique des processus biologiques. Avec ses collaborateurs cliniques et industriels, elle utilise ces modèles pour étudier l’étiologie des fractures non cicatrisantes, trouver in silico des stratégies éventuels de traitement cellulaire et rendre meilleur les procédés de fabrication de ces constructions d’ingénierie tissulaire. Liesbet est chef scientifique de la plateforme Prometheus pour l’ingénierie tissulaire squelettique.
Elle a été présidente de la Young Academy of Belgium et membre du comité d'alliance stratégique de la Tissue Engineering and Regenerative Medicine Society. Elle est maintenant directrice exécutive du Virtual Physiological Human Institute et elle défend l'utilisation de la modélisation in silico dans les soins de santé en surveillant la liaison avec la communauté clinique, la Commission et le Parlement européens, les agences de réglementation (EMA, FDA) et diverses autres parties prenantes. Elle est souvent invitée à donner des conférences publiques sur les défis de la recherche interdisciplinaire, les femmes dans le monde universitaire et les soins de santé numériques.

## Distinctions et récompenses
- Citoyenne d'honneur de Liège (2018)[2]
- Doctorat honoris causa de l'université d'Amsterdam (2025)[3]